# Gösta Rybrant
Knut Gösta Herman Rybrant (n. 20 ianuarie 1904, Norrköping⁠(d), Comitatul Östergötland, Suedia – d. 16 august 1967, Högalid Parish⁠(d), Comitatul Stockholm, Suedia) a fost un jurnalist și textier suedez.